# José María Esteban Celorrio
José María Esteban Celorrio (Lleida, Catalunya 1954) és un piragüista català, ja retirat, guanyador d'una medalla olímpica.

## Biografia
Va néixer el 27 de maig de 1954 a la ciutat de Lleida.

## Carrera esportiva
Va participar, als 18 anys, als Jocs Olímpics d'Estiu de 1972 realitzats a Múnic (Alemanya Occidental), on finalitzà quart en la semifinal de la prova masculina del K-2 1000 metres i quart en la repesca de la prova del K-4 1000 metres. En els Jocs Olímpics d'Estiu de 1976 realitzats a Mont-real (Canadà), on aconseguí guanyar la medalla de plata en la prova de K-4 1000 metres al costat d'Herminio Menéndez, José Ramón López i Luis Gregorio Ramos.
Al llarg de la seva carrera ha guanyat quatre medalles en el Campionat del Món de piragüisme: una medalla d'or, una medalla de plata i dues medalles de bronze.